# Luftschiffhafen Hage
Der Luftschiffhafen Hage bestand von 1914 bis 1917 in Hage in Ostfriesland. 1921 mussten die Anlagen demontiert werden. Ab 1937 nutzte die Luftwaffe das Gelände für wenige Jahre als Einsatzhafen.

## Geschichte
Die Kaiserliche Marine ließ ihre Luftschiffhäfen zunächst nahe der Küste bauen, um die Flugzeiten zu verringern. Aufgrund der strategischen Lage begann der Bau der Anlage in Hage Ende 1914. Sie lag etwa 500 Meter nördlich des Ortszentrums; sechs Kilometer ostnordostwärts der Stadt Norden sowie etwa 8,5 Kilometer ostwärts der Küstenfunkstation Norddeich.
Zwei große Luftschiffhallen waren im April 1915, zwei weitere im Juni 1915 fertiggestellt. Alle waren südwestlich-nordöstlich ausgerichtet und hatten dieselben Maße: Sie waren 184 Meter lang, 34 Meter hoch und 28 Meter breit. Dazu entstand ein Barackenlager für die stationierten Verbände. Das Areal hatte einen Gleisanschluss sowie eine eigene Wasserversorgung. Der Luftschiffhafen verfügte über ein eigenes Gaswerk, in dem täglich bis zu 16.700 Kubikmeter Wasserstoff produziert werden konnte, das für den Flugbetrieb erforderlich war. Dieses konnte vor Ort in einem 50.000 Kubikmeter fassenden Hochdrucklager zwischengespeichert werden.
In den ersten Kriegsjahren war Hage einer der Stützpunkte der deutschen Militärluftschiffe an der Nordsee, die von hier aufstiegen, um Ziele in Großbritannien zu bombardieren. Zudem wurden Erkundungsflüge über der Nordsee unternommen, um feindliche Schiffsbewegungen zu beobachten. Auf dem Areal waren im November 1914 541 Mann stationiert. Im Mai 1915 waren es 563 Mann und im März 1916 468 Mann. Darüber hinaus waren auf dem Flugfeld noch 30 Jagdflugzeuge stationiert, die die Anlage gegen feindliche Luftangriffe schützen sollten. Die dazugehörige Fliegerabwehrstaffel, umfasste im März 1916 60 Mann. 1917 wurden die Luftschiffe aufgrund stetig steigender Luftangriffe alliierter Flieger weiter landeinwärts auf die Luftschiffhäfen Ahlhorn und Wildeshausen versetzt. Der 600 Männer starke Marineluftschifftrupp IV wurde von Hage nach Wittmundhafen versetzt. Die Marine gab den Luftschiffhafen Hage am 5. April 1917 auf. Die Hallen mussten 1921 entsprechend den Bestimmungen des Versailler Vertrages hin abgerissen werden.
Danach wurde das Areal von Sportfliegern genutzt, ehe es die Luftwaffe ab 1937 zu einem Einsatzhafen ausbauen ließ. Von August 1939 bis April 1940 und 1944/45 war hier eine Fliegerhorstkommandantur beheimatet. Im September 1939 lag die II. Gruppe der Trägergruppe 186 mit ihren Messerschmitt Bf 109B/E hier. Im Januar 1940 kam dann die I. Gruppe des Lehrgeschwaders 2, ebenfalls mit der Messerschmitt Bf 109E ausgestattet, hierher. Zuletzt lag von Februar bis Mai 1940 die IV. Gruppe des Jagdgeschwaders 2 mit Flugzeugen vom Typ Arado Ar 68F und Messerschmitt Bf 109D auf dem Platz. Anschließend lagen keine fliegerischen Einheiten mehr hier.
Nach Kriegsende ging das Rollfeld in eine landwirtschaftliche Nutzung über. Der Rest des Areals ist anderweitig bebaut. Erhalten blieben einige Relikte.